# Râul Plescioara, Jaleș
Râul Plescioara sau Râul Gropul cu Apă este un curs de apă, afluent al râului Jaleș (Sohodol). Se formează la confluența a două brațe: Scărișoara și Piva

## Hărți
- Harta munții Vâlcan  Arhivat în 15 iunie 2011, la Wayback Machine.